# العلاقات النرويجية المولدوفية
العلاقات النرويجية المولدوفية هي العلاقات الثنائية التي تجمع بين النرويج ومولدوفا.

## مقارنة بين البلدين
هذه مقارنة عامة ومرجعية للدولتين:
| وجه المقارنة                                              | النرويج                                                   | مولدوفا                           |
| --------------------------------------------------------- | --------------------------------------------------------- | --------------------------------- |
| المساحة (كم2)                                             | 385.21 ألف                                                | 33.85 ألف                         |
| عدد السكان (نسمة)                                         | 5.33 مليون                                                | 2.55 مليون                        |
| الكثافة السكانية (ن./كم²)                                 | 13.84                                                     | 75.33                             |
| العاصمة                                                   | أوسلو                                                     | كيشيناو                           |
| اللغة الرسمية                                             | بوكمول، لغات السامي، نينوشك، اللغة النرويجية              | اللغة المولدوفية، اللغة الرومانية |
| العملة                                                    | كرونة نروجية                                              | ليو مولدوفي                       |
| الناتج المحلي الإجمالي (بليون دولار)                      | 398.83 مليار                                              | 8.13 مليار                        |
| الناتج المحلي الإجمالي (تعادل القوة الشرائية) بليون دولار | 322.23 مليار                                              | 17.94 مليار                       |
| الناتج المحلي الإجمالي الاسمي للفرد دولار أمريكي          | 74.40 ألف                                                 | 3.65 ألف                          |
| الناتج المحلي الإجمالي للفرد دولار أمريكي                 | 65.61 ألف                                                 | 4.98 ألف                          |
| مؤشر التنمية البشرية                                      | 0.944                                                     | 0.693                             |
| رمز المكالمات الدولي                                      | +47                                                       | +373                              |
| رمز الإنترنت                                              | .no                                                       | .md                               |
| المنطقة الزمنية                                           | ت ع م+01:00، ت ع م+02:00، توقيت وسط أوروبا، أوروبا/أوسلو ‏ | ت ع م+02:00، ت ع م+03:00          |

## مدن متوأمة
في ما يلي قائمة باتفاقيات التوأمة بين مدن نرويجية ومولدوفية:
- ترتبط تروندهايم مع تيراسبول باتفاقية توأمة منذ 1968.

## منظمات دولية مشتركة
يشترك البلدان في عضوية مجموعة من المنظمات الدولية، منها:
| علم المنظمة | اسم المنظمة                               | تاريخ انضمام النرويج | تاريخ انضمام مولدوفا |
| ----------- | ----------------------------------------- | -------------------- | -------------------- |
|             | وكالة ضمان الاستثمار متعدد الأطراف        | 9 أغسطس 1989         | 9 يونيو 1993         |
|             | الأمم المتحدة                             | 27 نوفمبر 1945       | 2 مارس 1992          |
|             | الفريق المعني برصد الأرض                  | ?                    | ?                    |
|             | منظمة حظر الأسلحة الكيميائية              | ?                    | ?                    |
|             | منظمة التجارة العالمية                    | 1995                 | ?                    |
|             | منظمة الشرطة الجنائية الدولية             | ?                    | ?                    |
|             | منظمة الأمن والتعاون في أوروبا            | 25 يونيو 1973        | 30 يناير 1992        |
|             | مؤسسة التنمية الدولية                     | 24 سبتمبر 1960       | 14 يونيو 1994        |
|             | يونسكو                                    | 4 نوفمبر 1946        | 27 مايو 1992         |
|             | مجلس أوروبا                               | 5 مايو 1949          | ?                    |
|             | الاتحاد البريدي العالمي                   | ?                    | ?                    |
|             | البنك الدولي للإنشاء والتعمير             | 27 ديسمبر 1945       | 12 أغسطس 1992        |
|             | الاتحاد الدولي للاتصالات                  | 1866                 | 20 أكتوبر 1992       |
|             | مؤسسة التمويل الدولية                     | 20 يوليو 1956        | 10 مارس 1995         |
|             | المنظمة الأوروبية لسلامة الملاحة الجوية   | 1994                 | 2000                 |
|             | المركز الدولي لتسوية المنازعات الاستشارية | 15 سبتمبر 1967       | 4 يونيو 2011         |

## وصلات خارجية
- موقع وزارة الخارجية النرويجية
- موقع وزارة الخارجية المولدوفية